# Oswaldo de la Cruz
Oswaldo de la Cruz  (Urcuqui, 13 december 1969) is een voormalig Ecuadoraans profvoetballer, die speelde als middenvelder. Hij kwam onder meer uit voor LDU Quito en CD El Nacional.

## Interlandcarrière
Onder leiding van de Montenegrijnse bondscoach Dušan Drašković maakte De la Cruz zijn debuut voor Ecuador op 24 mei 1992 in de vriendschappelijke wedstrijd tegen Guatemala, die eindigde in een 1-1 gelijkspel. Andere debutanten namens Ecuador in die wedstrijd waren doelman Jacinto Espinoza, Dannes Coronel, Iván Hurtado, Héctor Carabalí, Cléber Chalá, Diego Herrera en doelpuntenmaker Eduardo Hurtado. De la Cruz speelde in totaal vijftien interlands voor zijn vaderland en scoorde één keer.

## Erelijst
El Nacional
- Campeonato Ecuatoriano

1996